# 保险杠

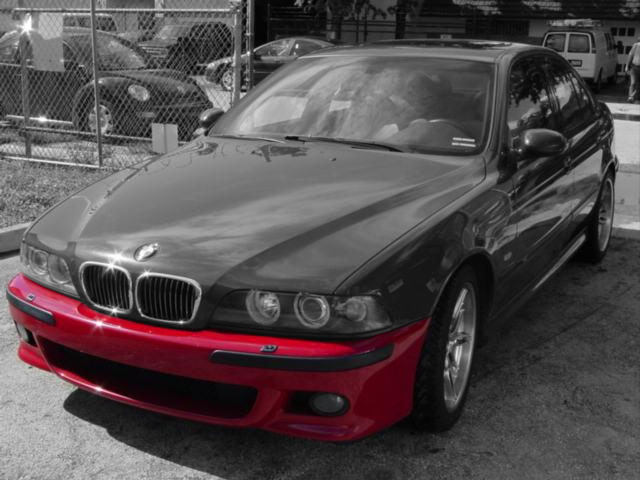
上圖之紅色部件即是BMW M5車頭泵把

保险杠，亦稱為保險桿，簡稱保桿，可細分為前保險槓(前桿)(Front Bumper)、後保險槓(後桿)(Rear Bumper)，裝嵌於汽車頭部与尾部，在车辆碰撞時可起吸能减损之效。保险杠起初以鋼鐵煉製，其後逐漸改用塑膠等其他輕質金屬物料。除保险杠外，貨櫃車、越野車還在頭尾加裝防護架雙重保護，避免碰撞中損傷。 
有些國家的交通法例規定汽車必須裝備保险杠，美國法規要求汽車保險槓需承受時速五英哩撞擊時保險槓不損壞，以減少發生小車禍時的損失。並製定了保险杠的法定高度。此例全為保障高度各異之汽車相撞時的安全，避免小型車捲入大型車車底，尤其是電單車撞貨櫃車之個案。